# Blasiistraße 5 (Quedlinburg)

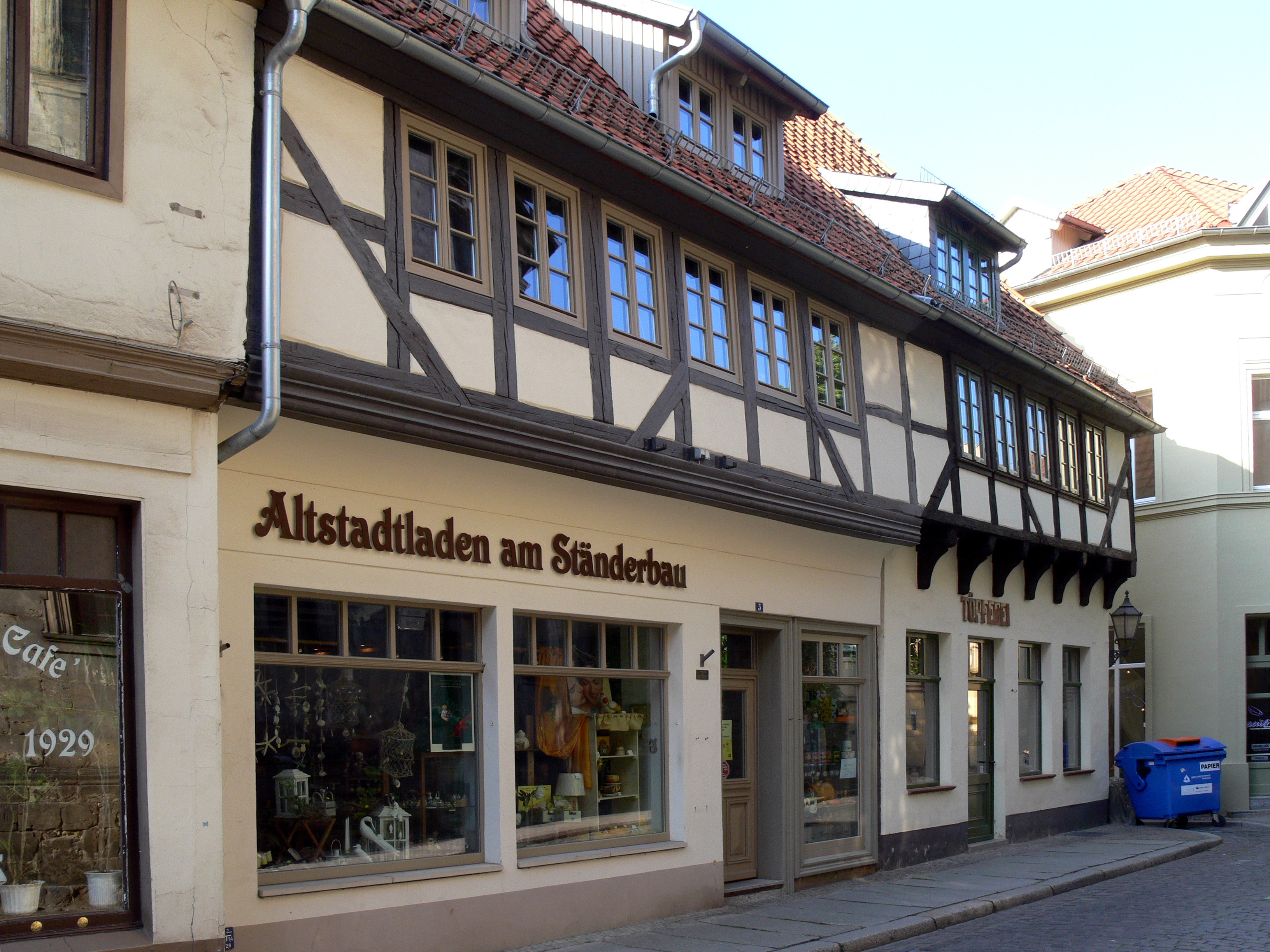
Haus Blasiistraße 5

Das Haus Blasiistraße 5 ist ein denkmalgeschütztes Wohn- und Geschäftshaus in der Stadt Quedlinburg in Sachsen-Anhalt.
Das Fachwerkhaus liegt südwestlich des Marktplatzes der Stadt und gehört mit der Quedlinburger Innenstadt zum UNESCO-Weltkulturerbe. Im Erdgeschoss befindet sich das Ladengeschäft Altstadtladen am Ständerbau.

## Geschichte und Architektur
Es wird vermutet, dass es sich bei dem Gebäude um eines der wenigen in Quedlinburg vorhandenen Fachwerkhäuser aus der Zeit der Spätgotik handelt. Die Bauzeit wurde für das erste Viertel des 16. Jahrhunderts angenommen. Dendrochronologisch wurde jedoch bereits das Jahr 1469 ermittelt. Auch der Dachstuhl stammt aus alter Zeit. Die benachbarten Häuser Blasiistraße 4 und 6 sind in derselben Bauzeit errichtet worden. Am Fachwerk des oberen Stockwerks sind Überblattungen von Fußbändern und Strebe festzustellen. Die sechs Fenster zur Straße sind direkt aneinander gereiht.
Der Ausbau des Erdgeschosses zum Ladengeschäft erfolgte Anfang des 20. Jahrhunderts.